# Susanna Liew
Susanna Liew est une manifestante malaisienne qui proteste contre l'enlèvement et la disparition de son mari. En 2020, elle poursuit les hauts fonctionnaires de son pays pour ne pas avoir mené d'enquête et un mois plus tard, elle est reconnue comme une femme de courage, par le département d'État américain, pour sa prise de position.

## Biographie
Susanna Liew était la directrice d'une école et son mari, Raymond Koh, pasteur, en Malaisie. En 2004, ils créent la Communauté de l'espoir pour aider les pauvres.
En 2017, la voiture de son mari est cernée de voitures identiques et ce qui semble être une équipe professionnelle l'enlève. Les images des caméras de sécurité montrent l'implication de sept véhicules, dont deux motos, qui ont effectivement fermé la route pendant les 40 secondes de l'enlèvement. Depuis il n'a plus été revu.
Susanna Liew a demandé avec ténacité et sans relâche aux responsables malaisiens de lui communiquer leurs enquêtes. Un haut fonctionnaire a interdit à ses subordonnés de parler de l'affaire aux médias. Elle pose des questions sur son mari mais aussi sur d'autres disparus appartenant à des minorités religieuses. Parmi les cas pour lesquels elle a fait campagne figurent ceux du couple chrétien disparu Ruth Sitepu et Joshua Hilmy, mais aussi Amri Che Mat (en).
En février 2020, elle annonce qu'elle poursuit les responsables malaisiens. L'affaire ne peut être poursuivie, car près de trois ans se sont écoulés, depuis l'enlèvement de son mari et après trois ans, l'affaire est considérée comme trop ancienne.
Elle reçoit, le 4 mars 2020, le prix international de la femme de courage, remis par Melania Trump, première dame des États-Unis et Mike Pompeo, secrétaire d'État des États-Unis.

## Source de la traduction
- (en) Cet article est partiellement ou en totalité issu de l’article de Wikipédia en anglais intitulé « Susanna Liew » (voir la liste des auteurs).